# 雕刻厚瓷蟹
雕刻厚瓷蟹（学名：Pachycheles sculptus）为瓷蟹科厚瓷蟹屬下的一个种。

## 扩展阅读
- 維基物種上的相關：雕刻厚瓷蟹